# 原發性硬化性膽管炎
原發性硬化性膽管炎（Primary sclerosing cholangitis，簡稱PSC）是描述一種肝內或肝外膽管發炎以及閉塞性纖維化的疾病。膽道原先可將膽汁輸入腸道中，但被阻塞後則可能導致肝硬化、肝衰竭，甚至可能誘發膽管癌及肝細胞癌。目前此疾病的成因尚未明朗，有人認為可能是自體免疫，或是腸道菌相生態失調。目前發現近75% PSC的患者也患有炎症性肠病（IBD），其中最常見的為溃疡性结肠炎。肝臟移植是目前效果最好的治療，不過未必所有患者都需要進行肝臟移植。

## 症狀及徵象
大多PSC患者都沒有明顯症狀，但也有許多患者有體力衰退的情形。
其他症狀包含：
- 搔癢，症狀可能相當嚴重
- 極度疲憊（肝臟疾病的無特異性症狀）
- 黄疸及鞏膜黃疸
- 急性膽管炎症狀，可能致死[4]
- 結合性膽紅素過量，導致尿液顏色加深。（如膽汁尿）
- 營養吸收不良（英语：Malabsorption），特別是脂肪。可能導致脂肪瀉，同時也會導致脂溶性維生素A、D、E及K吸收困難。
- 肝腫大：因肝內膽管硬化壓迫門靜脈，致使門脈高壓，導致右上腹痛
- 門脈高壓：為肝硬化的併發症，可能導致食道或胃底靜脈曲張[5]，或是肝性脑病

## 外部連結
- PSC Partners Seeking a Cure （页面存档备份，存于） a not-for profit patient support and research sponsorship organization
- Information from The Morgan Foundation for the Study of PSC
- Patient Information （页面存档备份，存于） from PSC Support, not-for profit patient organization